# Ribeira de Pena
Ribeira de Pena (ʁi'bɐiɾɐ dɨ 'penɐ) è un comune portoghese di 7 412 abitanti situato nel distretto di Vila Real.

## Società

### Evoluzione demografica
| Popolazione di Ribeira de Pena (1801 – 2004) | Popolazione di Ribeira de Pena (1801 – 2004) | Popolazione di Ribeira de Pena (1801 – 2004) | Popolazione di Ribeira de Pena (1801 – 2004) | Popolazione di Ribeira de Pena (1801 – 2004) | Popolazione di Ribeira de Pena (1801 – 2004) | Popolazione di Ribeira de Pena (1801 – 2004) | Popolazione di Ribeira de Pena (1801 – 2004) | Popolazione di Ribeira de Pena (1801 – 2004) |
| -------------------------------------------- | -------------------------------------------- | -------------------------------------------- | -------------------------------------------- | -------------------------------------------- | -------------------------------------------- | -------------------------------------------- | -------------------------------------------- | -------------------------------------------- |
| 1801                                         | 1849                                         | 1900                                         | 1930                                         | 1960                                         | 1981                                         | 1991                                         | 2001                                         | 2004                                         |
| 2347                                         | 2898                                         | 9606                                         | 10806                                        | 13309                                        | 10796                                        | 8504                                         | 7412                                         | 7251                                         |

## Freguesias
- Alvadia
- Canedo
- Cerva
- Limões
- Salvador
- Santa Marinha
- Santo Aleixo de Além-Tâmega